# Bitwa pod Kressenbrunn
Bitwa pod Kressenbrunn) – starcie zbrojne, które miało miejsce 12 lipca 1260 r. Decydująca bitwa czeskiego króla Przemysła Ottokara II w walkach z królem Węgier Belą IV.
W połowie XIII w. Czesi w wyniku działań zbrojnych znacznie rozszerzyli swoje królestwo, opanowując Cheb (Eger) oraz Austrię i Karyntię. Hegemonii Przemysła II przeciwstawił się król węgierski Bela IV, który wiosną 1260 r. zawiązał sojusz z władcą Rusi Halickiej Danielem i z księciem krakowskim Bolesławem Wstydliwym. Węgrów wzmocniły także wojska Serbów, Bułgarów, Wołochów i Greków. Według przesadnych ocen kronikarzy siły te liczyły rzekomo ponad 150 000 ludzi. Wojska Ottokara składały się z Czechów, Morawian, Austriaków, a także oddziałów posiłkowych z Magdeburga, Miśni i Śląska. Łącznie wojska Przemysła Ottokara II mogły liczyć do 35 tys. ludzi, w tym 7 tys. ciężkiego rycerstwa.
Obie armie rozłożyły się obozami w pobliżu granicy węgiersko-morawskiej po obu stronach rzeki Morawy – Czesi na prawym, Węgrzy na lewym brzegu rzeki. Żaden z władców nie zamierzał jednak przekraczać rzeki z obawy przed uciążliwością przeprawy. Ostatecznie Przemysł porozumiał się z królem węgierskim proponując mu, by jedna z armii na honorowych warunkach mogła przekroczyć rzekę nieatakowana przez przeciwnika, z terminem rozejmu do południa 13 lipca. Nie spodziewając się ataku Węgrów, Czesi wycofali część swoich sił od granicy. Sytuację wykorzystał królewski syn Stefan, który przekroczył rzekę i w okolicy wsi Kressenbrunn starł się z ciężkozbrojnymi Czechami. Wówczas siły Ottokara zawróciły na pomoc, uderzając na Węgrów ze skrzydła. W walce ciężko ranny został Stefan, którego zniesiono z pola bitwy. Wskutek powrotu reszty czeskiego rycerstwa na pole bitwy Węgrzy rzucili się do panicznej ucieczki. Ich straty wyniosły ok. 10 tys. ludzi, w tym wielu utopionych w rzece.
Rezultatem batalii było zawarcie 31 marca 1261 pokoju w Wiedniu, na mocy którego Bela odstąpił na rzecz Przemysła Ottokara II uzyskaną po wygaśnięciu Babenbergów Styrię. Zarazem zdecydowano o zawarciu małżeństwa czeskiego króla z Kunegundą (wnuczką Beli IV), co nastąpiło jeszcze w tym samym roku w Hainburgu. Ustalenie granicy z Węgrami pozwoliło królowi czeskiemu na założenie miasta Marchegg. W tamtejszym zamku znajduje się obecnie ekspozycja muzealna poświęcona m.in. bitwie i osobie króla.
Dla upamiętnienia swojego zwycięstwa, w 1263 król czeski ufundował klasztor cystersów Zlatá Koruna i zasiedlił go zakonnikami z Heiligenkreuz.
Z okazji 750-lecia bitwy w 2010 r. w miejscu jej stoczenia posadowiono kamienny obelisk z tablicą pamiątkową.